# Léon Jouret
Léon Jouret (Ath, 17 d'octubre de 1823 - Brussel·les, 6 de juny de 1905) fou un compositor belga del Romanticisme.
Estudià en el Conservatori de Brussel·les, del que en fou professor de cant coral el 1874. A partir de 1850 adquirí considerable anomenada com a autor d'inspirades melodies en cants populars del seu país com Chansons de village, Chansons du pays d'Ath, etc.
Va escriure nombroses obres corals i cantates, la música d'escena per l'obra de Racine, Esther, les òperes Quentin Metsys i Le tricorne enchanté, i moltes composicions del gènere religiós.